# Purple Disco Machine
Tino Piontek (Dresde; 12 de febrero de 1980), conocido por su nombre artístico Purple Disco Machine, es un DJ, remezclador y productor discográfico alemán. Saltó a la fama en 2020 por su canción «Hypnotized» en colaboración con Sophie And The Giants, la cual llegó a lo alto de muchas de las grandes listas de éxitos europeas.

## Carrera
Tino Piontek creció en Dresden, Alemania. A través de su padre llegó a conocer la música rock occidental a una edad temprana. En 1996 comenzó a producir con el programa Cubase y algunos sintetizadores, al mismo tiempo que descubrió la música house en la vida nocturna de Dresden.  Se volvió activo como DJ y en 2012 aparecieron sus primeras producciones. A partir de entonces, comenzaron las actuaciones de DJ internacionales y en 2017 se lanzó su álbum debut en el sello Sony. Celebró su mayor éxito hasta ahora en agosto de 2020 con la canción "Hypnotized", que grabó junto con Sophie and the Giants, alcanzando el puesto número dos en la lista de sencillos italianos, recibiendo la certificación de doble platino. En el mismo año produjo los remixes oficiales de Don't Start Now de Dua Lipa, Rain on Me de Lady Gaga y Magic de Kylie Minogue.
En 2023, ganó su primer Premio Grammy en la categoría de Mejor grabación remezclada, no clásica, por su remix de la canción de Lizzo, "About Damn Time".

## Discografía

### Álbumes

#### Álbumes de estudio
- 2017: Soulmatic
- 2021: Exotica
- 2024: Paradise

#### EPs
- 2011:  Sgt. Killer
- 2015:  Purple Pianos
- 2015:  RPMD   (con Robosonic)
- 2015:  Tank Drop
- 2016:  Walls
- 2019:  Emotion

### Sencillos

#### Como artista principal
| Sencillo                                                       | Año  | Posiciones | Posiciones | Posiciones | Posiciones | Posiciones | Posiciones | Posiciones | Posiciones | Certificaciones                                                                               | Álbum     |
| Sencillo                                                       | Año  | ALE        | AUT        | BEL (FL)   | FRA        | HOL        | ITA        | POL        | SWI        | Certificaciones                                                                               | Álbum     |
| -------------------------------------------------------------- | ---- | ---------- | ---------- | ---------- | ---------- | ---------- | ---------- | ---------- | ---------- | --------------------------------------------------------------------------------------------- | --------- |
| "Let It Whip"                                                  | 2012 | —          | —          | —          | —          | —          | —          | —          | —          |                                                                                               | Sin álbum |
| "Need Someone"                                                 | 2013 | —          | —          | —          | —          | —          | —          | —          | —          |                                                                                               | Sin álbum |
| "My House / These Sheets" (con James Silk)                     | 2013 | —          | —          | —          | —          | —          | —          | —          | —          |                                                                                               | Sin álbum |
| "Move or Not"                                                  | 2013 | —          | —          | —          | —          | —          | —          | —          | —          |                                                                                               | Sin álbum |
| "People" (con Teenage Mutants)                                 | 2014 | —          | —          | —          | —          | —          | —          | —          | —          |                                                                                               | Sin álbum |
| "Something About Us"                                           | 2014 | —          | —          | —          | —          | —          | —          | —          | —          |                                                                                               | Sin álbum |
| "Musique"                                                      | 2014 | —          | —          | —          | —          | —          | —          | —          | —          |                                                                                               | Sin álbum |
| "Get Lost" (con Teenage Mutants)                               | 2015 | —          | —          | —          | —          | —          | —          | —          | —          |                                                                                               | Sin álbum |
| "Soul So Sweet" (con Natalie Conway)                           | 2015 | —          | —          | —          | —          | —          | —          | —          | —          |                                                                                               | Sin álbum |
| "L.O.V.E." (con Boris Dlugosch)                                | 2015 | —          | —          | —          | —          | —          | —          | —          | —          |                                                                                               | Sin álbum |
| "Set It Out" (con Boris Dlugosch)                              | 2016 | —          | —          | —          | —          | —          | —          | —          | —          |                                                                                               | Sin álbum |
| "Sambal"                                                       | 2016 | —          | —          | —          | —          | —          | —          | —          | —          |                                                                                               | Sin álbum |
| "Counting on Me" (con Airplane y Aloe Blacc)                   | 2016 | —          | —          | —          | —          | —          | —          | —          | —          |                                                                                               | Sin álbum |
| "Body Funk"                                                    | 2017 | —          | —          | —          | —          | —          | —          | —          | —          |                                                                                               | Soulmatic |
| "Devil in Me" (con Joe Killington y Duane Harden)              | 2017 | —          | —          | —          | 88         | —          | —          | —          | —          |                                                                                               | Soulmatic |
| "Dished (Male Stripper)"                                       | 2018 | —          | —          | —          | —          | —          | —          | —          | —          |                                                                                               | Soulmatic |
| "Encore" (con Baxter)                                          | 2018 | —          | —          | —          | —          | —          | —          | —          | —          |                                                                                               | Soulmatic |
| "Love for Days" (con Boris Dlugosch y Karen Harding)           | 2018 | —          | —          | —          | —          | —          | —          | —          | —          |                                                                                               | Soulmatic |
| "In My Arms"                                                   | 2020 | —          | —          | —          | —          | —          | —          | —          | —          |                                                                                               | Sin álbum |
| "Hypnotized" (con Sophie and the Giants)                       | 2020 | 11         | 23         | 9          | 61         | 7          | 2          | 1          | 18         | - BVMI: Platino - FIMI: 5× Platino - IFPI AUT: Platino - IFPI SWI: Platino - ZPAV: 2× Platino | Exotica   |
| "Exotica" (con Mind Enterprises)                               | 2020 | —          | —          | —          | —          | —          | —          | —          | —          |                                                                                               | Exotica   |
| "Fireworks" (con Moss Kena y The Knocks)                       | 2021 | —          | —          | 68         | —          | —          | 47         | 12         | —          | - FIMI: Platino                                                                               | Exotica   |
| "Playbox"                                                      | 2021 | —          | —          | —          | —          | —          | —          | —          | —          |                                                                                               | Exotica   |
| "Dopamine" (con Eyelar)                                        | 2021 | 34         | 52         | 19         | 192        | 46         | 97         | 5          | —          | - FIMI: Oro                                                                                   | Exotica   |
| "Rise" (con Tasita D'Mour)                                     | 2021 | —          | —          | —          | —          | —          | —          | —          | —          |                                                                                               | Exotica   |
| "In The Dark" (con Sophie and the Giants)                      | 2022 | 12         | 26         | 4          | 76         | 25         | 68         | 2          | 41         | - BVMI: Oro - FIMI: Oro - IFPI AUT: Oro - IFPI SWI: Oro                                       | Exotica   |
| "Twisted Mind" (con Agnes)                                     | 2022 | —          | —          | —          | —          | —          | —          | —          | —          |                                                                                               | Exotica   |
| "Substitution" (con Kungs)                                     | 2023 | 18         | 18         | 2          | 26         | 47         | 19         | 3          | 19         | - ZPAV: Oro                                                                                   | Sin álbum |
| "Bad Company"                                                  | 2023 | —          | —          | —          | —          | —          | —          | —          | —          |                                                                                               | TBA       |
| "Something On My Mind" (con Duke Dumont y Nothing But Thieves) | 2023 | —          | —          | 4          | —          | —          | —          | —          | —          |                                                                                               | TBA       |

#### Como artista invitado
| Sencillo                              | Año  | Álbum     |
| ------------------------------------- | ---- | --------- |
| "Paradise" (de Sophie and the Giants) | 2023 | Sin álbum |